# Analizator czasu przelotu

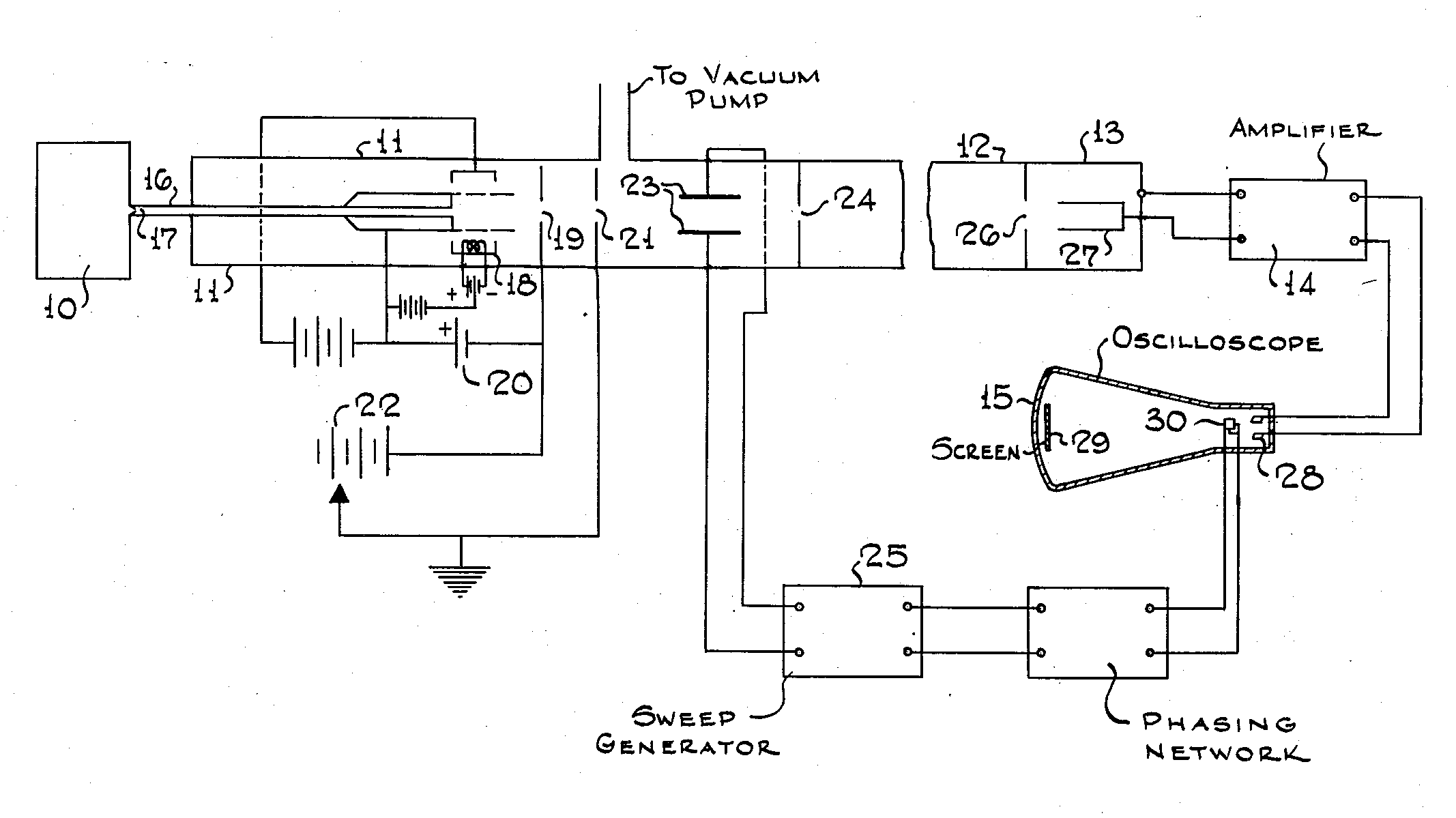
Rysunek Williama E. Stephensa z 1952 ze zgłoszenia patentowego analizatora czasu przelotu.

Analizator czasu przelotu (TOF, Time Of Flight) – urządzenie do analizy stosunku masy do ładunku poprzez pomiar czasu przelotu jonu przez urządzenie. Jest wykorzystywane w spektrometrach masy.
Analizatory TOF charakteryzują się stosunkowo dużą rozdzielczością, rzędu kilkudziesięciu tysięcy daltonów (do 100 000), oraz dosyć dużą czułością. Są najczęściej stosowane przy analizie jonów wzbudzanych metodą MALDI, która nie powoduje rozpadu analizowanych związków chemicznych.

## Zasada działania

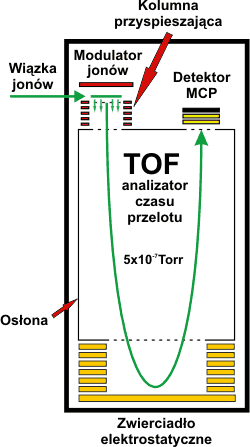
Budowa analizatora czasu przelotu (TOF) ze zwierciadłem jonowym.

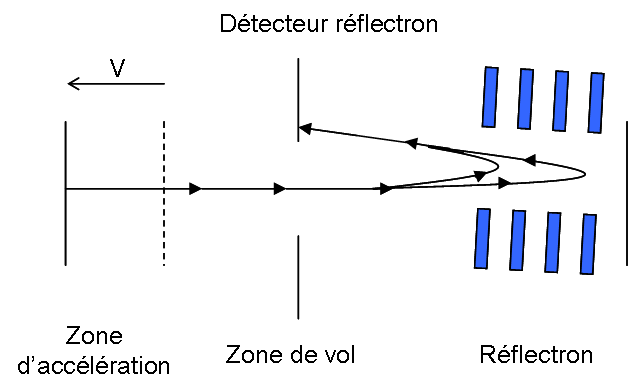
Schemat odbicia jonów o różnej energii.

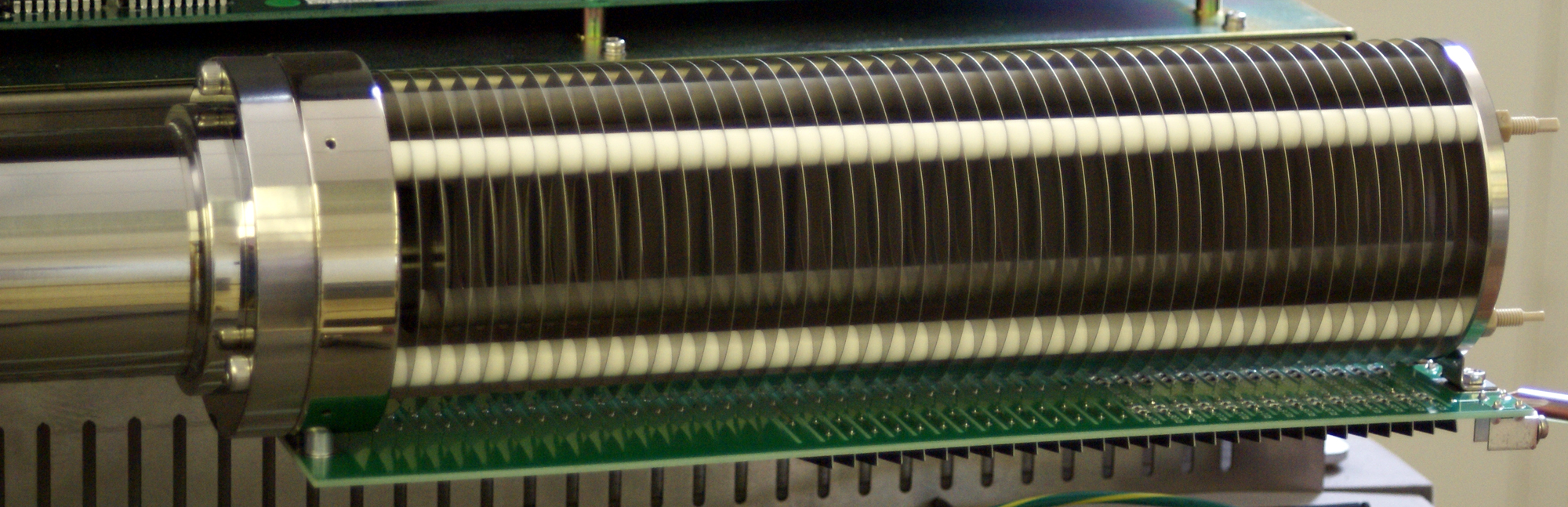
Analizator z układem ze zwierciadłem i układem 46 pierścieni. Poniżej pierścieni, układ zadający gradient potencjału.

Jony generowane w jonizatorze są przyspieszane w analizatorze przy pomocy impulsu elektrycznego, następnie dryfują przez jego komorę. Na końcu analizatora znajduje się detektor połączony z urządzeniem rejestrującym czas od impulsu przyspieszającego do momentu uderzenia jonu w detektor. Czas przelotu jonu przez detektor liniowy określa wzór:
{\displaystyle t={\frac {d}{\sqrt {2U}}}{\sqrt {\frac {m}{q}}}.}
Przy czym, pierwsza część wzoru zależy tylko od parametrów urządzania. Co umożliwia wyrażenie czasu przelotu jako:
{\displaystyle t=k{\sqrt {\frac {m}{q}}},}
gdzie:
{\displaystyle k={\frac {d}{\sqrt {2U}}}} – stała urządzenia,
{\displaystyle d} – długość analizatora,
{\displaystyle U} – napięcie przyspieszające jony,
{\displaystyle m} – masa jonu,
{\displaystyle q} – ładunek jonu.
Czas przelotu jest przeliczany na stosunek masy cząsteczkowej jonu do jego ładunku elektrycznego (m/z). Czym większy jest stosunek masy do ładunku tym wolniej poruszają się analizowane jony.

## Analizatory ze zwierciadłem elektrostatycznym
Obecnie stosuje się często analizatory czasu przelotu ze zwierciadłem elektrostatycznym. Zwierciadło takie jest metalową płytą umieszczoną na drodze jonów. Przed płytą znajduje się kilka równoległych do niej metalowych pierścieni. Do płyty przyłożone jest napięcie elektryczne większe od napięcia przyspieszającego jony, do płytek odpowiednio mniejsze, tak by uzyskać optymalny gradient potencjału elektrycznego. Kiedy dryfujące jony zbliżają się do zwierciadła, działają na nie siły odpychania elektrostatycznego, co powoduje zmianę kierunku ruchu tych jonów (odbicie).
Jony o identycznym stosunku e/m, ale mniejszej energii odbijają się wcześniej, co umożliwia zmniejszenie różnic czasu przelotu wynikających z energii początkowej jonu, w wyniku czego poprawia się rozdzielczość urządzenia oraz zmniejsza jego długość. Zwierciadło zmniejsza jednak zakres mas cząsteczkowych, które aparat jest zdolny analizować. Obecnie produkowane są także analizatory TOF wyposażone w dwa zwierciadła.